# つぼみのニコニコランド!
『つぼみのニコニコランド!』は、2010年（平成22年）10月6日 から2014年（平成26年）4月30日までニコニコ動画の有料チャンネル（放送当時）『桜 稲垣早希とつぼみのニコニコ開花宣言ちゃんねる』（現・つぼみのニコニコチャンネル）内で放送されていたインターネット番組。通称は「ニコラン」。
同項目では2014年5月9日より放送開始された後番組の「つぼみのもっと前進！」、2016年1月20日に開始した「つぼみのちょっと前進！」についても説明する。

## 概要
よしもと発ガールズユニット（当時）つぼみがレギュラーとして出演していたインターネット番組。放送日は水曜日と金曜日。大前身の番組『つぼみのニコ動宣言!! （2010年2月4日 - 4月28日 / 毎週月水金 20:30 - 21:00）』を経て、前身の番組『つぼみのニコニコ開花宣言 （2010年4月30日 - 10月1日 / 毎週水金 20:00 - 21:00）』から、番組の内容や出演メンバー等を変更しながらNSC大阪校から放送を続けていた。
開始当初は各曜日とも共通の出演者であったが、番組タイトルが『つぼみのニコニコランド!』に変更されるに伴い水曜日と金曜日で異なるメンバーが起用されることとなった。
2014年3月に前MCを含め、これまでレギュラー出演していたつぼみメンバー7名の卒業に伴い、同年4月第1週に番組のリニューアル準備による休止を経て、9日より水曜・金曜共に共通のメンバーで放送を続けていた。異なる曜日で共通のメンバーを起用するのは大前身である『つぼみのニコ動宣言!! 』以来の事である。
2014年4月27日をもって同じ『桜 稲垣早希とつぼみの開花宣言ちゃんねる』内で毎週金曜日に放送されていた「もっと！桜 稲垣早希」（2014年4月25日終了）が単独チャンネル「R藤本と早希の新生紀ドラゴゲリオンZチャンネル」とリニューアルして独立しNSC大阪校から撤退した事を受け、同年5月より同チャンネルが「つぼみのニコニコチャンネル」にリニューアルされる事が決定した為、同年4月30日をもって終了。その際に完全有料放送から基本無料放送に変更されている。
後番組は同年5月9日に放送開始された『つぼみのもっと前進!』（1時間の無料放送）とニコニコランド金曜日終了後に自主放送されていた「おまけ放送」をベースとした『つぼみのもっともっと前進!』（30分の有料放送）に分裂し、放送時間も毎週水・金放送から月2回放送に変更。生放送の回数を減らした代わりに有料会員専用動画が多く更新されるようになり、2015年1月にリニューアル（後述）されるまでは会員専用動画の中から、無料公開される動画がメンバーによって選出されていた。
この他オープニングとエンディングにミニライブを行うようになり、前番組の途中で廃止されていたメンバーの名札とランキング制度が復活、当番組内で行われるアンケートの結果により上位2位に選ばれたメンバーが同日放送される有料放送と次回放送分のMCを行う権利を得る事が出来る。
対照的に下位2人に選ばれたメンバーが次回放送ではスタッフとなって裏方に徹しなければならず、オープニングとエンディングを除いて基本的に画面にはあまり出ないというルールが定められていた（番組の展開次第によっては多く出演している場合があった）。スタッフに選ばれたメンバーのみ衣装も黒いボディスーツ及び黒の衣装に固定されるというルールであったが、2015年4月22日放送分より下位になったメンバーの処遇が罰ゲームに差し替えられたため、同日をもってスタッフ制度が廃止された。2014年に加入したメンバーは同年6月よりレギュラー出演している。
2015年1月14日放送分より、ニコニコ生放送の機能である「お試し視聴」を放送時に採用する事となったため、もっと前進!・もっともっと前進!の両番組を合併し1つの番組として統合され、有料会員以外は途中で放送を打ち切る形に変更された。
NSC大阪校が使用出来ない場合、番組配信の場所を一時的によしもとクリエイティブ・エージェンシー大阪本社内にある会議室及び記者会見場で行われている。
2016年1月11日放送分にて月2回放送から4回放送に変更を発表、同時に新番組「つぼみのちょっと前進！」を同年1月20日より放送開始する事を発表した、内容はランダムに選出されたつぼみメンバー2名によるコメント機能を利用したチャット方式の1時間番組、初回放送のみトラブルでタイムシフト視聴不可となった為、後日会員専用動画としてアップロードされた。

## 出演者
つぼみメンバー
こまごめピペット（杉山優華・松下千紘）・シュークリーム（吉岡久美子・しより）・ひぐちとえりか（樋口みどりこ・恵梨華、ニコニコランド放送当時のコンビ名はひぐちえりか）・水森依音（コスプレイヤー担当、元exploreamo）
「つぼみのもっと前進!」より出演しているメンバー
ふわふわパンチ（岡本蓮・糸原沙也加）

## 過去の出演者
《元メンバー》
つぼみのニコニコランド!に出演していた元メンバー
1期生（山口綾子以外は全てNSC女性タレントコース5期生）
山口綾子（元りんごあめ・元金曜MC、NSC女性タレントコース4期生）・福田麻貴（元やぶさめ・元マキヨ・元アイカギ・元キス、元水曜MC→現3時のヒロイン）加藤茉奈（元やぶさめ・元170↑↑・元水曜MC）・小寺真理（元りんごあめ・元金曜MC→現・吉本新喜劇所属）・福田多希子（元はぁと・元日本人形・元・吉本新喜劇→現よしもと大阪所属芸人土肥ポン太夫人、株式会社ポン太青果所属）・HIROKA（よしもと所属俳優）・清原奈美子（元初鳴・元テレンテグラ等→現・ワタナベエンターテインメント所属「唱和シェアリング」 ）・鶴原亜弓（元初鳴・元テレンテグラ→現・太陽の小町、現・ラフィーネプロモーション所属）・内藤梨沙（元初鳴・元シュリーランカ→現・トロピカルマーチ）・たみ優子（元赤に白はピンクです・元170↑↑・元日本人形）・乾唯里菜（元はぁと）
2期生（全てミューモアよしもと主催によるオーディション選出者）
今井希世（元マキヨ・元水曜番組MC）・八木沙季（現アップフロント関西所属「Lovelys」元KRD8）・村上文香（元NMB48・現NHK大津放送局キャスター）・中上亜耶（現よしもと所属マジシャンあやつるぽん）・いうちりな・金沢沙里衣・田尾悠・近藤沙良（現ViVi専属読者モデル）・鈴木恵梨奈
3期生（全てNSC女性タレントコース6期生）
村山真梨（現Be.Brave Group所属鈴井りま）・北山麻依加（現まいか）
4期生（全てNSC女性タレントコース7期生）
じぇじゅん♀（現・人妻ニャンコ）・奥平哲子（元さくらんぼ→現・スターレイプロダクション所属、オクヒラテツコ）・兎可奈（元さくらんぼ、吉本所属のお笑い芸人ウ・キリュウの妹）
つぼみのもっと前進!に出演していた元メンバー
5期生
白城ちこ（元exploreamo）
6期生
朝倉こと姉（NSC36期生）・栗本莉奈(現・舞夢プロ所属)
《つぼみメンバー以外の出演者》
ゲスト出演
つぼみのニコニコランド!に出演したゲスト
うをとも（NSC女性タレントコース4期生、よしもと所属芸人）・えんぴつ消しゴム（NSC34期首席卒業、2016年10月31日解散）・ゆりやんレトリィバァ（NSC35期首席卒業、よしもと所属ピン芸人）・サンパウロ（NSC36期首席卒業、2014年8月解散）（元えんぴつ消しゴム、ゆりやんレトリィバァ、元サンパウロはNSCお笑いコース首席卒業による特典の一環として1ヶ月出演していた）。
つぼみのもっと前進!に出演したゲスト
山﨑祐介（アポロン）・ガオ～ちゃん・馬と魚・アメイジングヒューマンズ（NSC38期首席卒業）
不定期出演
安田由紀奈（放送当時キンチャク・現よしもと所属芸人兼スポーツタレント・井岡ボクシングトレーニングジム所属プロボクサー、NSC女性タレントコース3期生）後番組の関係で金曜日のみ不定期出演しており、1度だけMC代行を務めた事がある、放送当時キンチャクの相方だった浅本美加（現・YUKA）と共につぼみのリーダーであったが、キンチャク解散・つぼみのリーダー解任後も引き続き出演している事が見られた。

## 番組の流れ
《オープニング》

MCにとメンバーよるフリートーク、かつてはMCのフリートークを行った後メンバーが集まる構成だった。

《ランキング》

MCによるフリートーク終了後、各メンバーが用意したファッションや写真などをスタッフが格付けし、ランキング形式で発表しながらメンバーの紹介を行っていた。

《トーナメント etc.》

各メンバーがテーマに沿った即興芝居や作文等を披露し、視聴者の投票によって1位を決めるトーナメント等が行なわれていた。

《エンディング》

[第1回～第58回放送]

抽選BOXからメンバーの名前が書かれた紙を取り出し、そのメンバーが歌とダンスを行っていた。

[第59回～第120回放送]

指定されたメンバーが各自で用意してきた1分間のパフォーマンスを行っていたが、
放送当時水曜MCだった今井希世によるウクレレ事件（後述）の発生により、第67回放送以降は30秒に短縮された。

[第121回～]

水曜は、番組内で最も活躍できなかった人に対して、たみ山さん（たみ優子）がお説教を行っていた（しかし説教されるのはほぼ毎回放送当時つぼみメンバーだった村山真梨（現・鈴井りま）で、「村山来～い!!」のかけ声で呼ばれるのが恒例であった）。

金曜は、番組内で最も可愛くない発言をした人に対して、りなんなんがお説教を行っていた。

いずれもリニューアルに伴い廃止
以降はオープニング後のランキング制によるメンバー出演の制度廃止後、MCの呼びかけにより一斉にメンバーが集結してからフリートークを行う形式を経て現在は最初からMCと出演メンバーが全員集合している状態からフリートークを行う体制となり、加えてメンバーの加入や卒業のたびに短期間でリニューアルを最終回まで繰り返していた。

## 「つぼみのニコニコチャンネル」リニューアル後
無料放送「つぼみのもっと前進!」では、番組内のプログラムが固定化されており、リニューアルも短期間で番組全体の内容を変更していた前番組に比べ、小規模に止まっている、この他番組中の衣服も私服からステージ衣装に変更された。
有料放送「つぼみのもっともっと前進!」では当初MVPに選ばれたメンバー2名のみ出演し、30分間フリートークを行うだけであったが、後にMVPに選ばれたメンバー主導により全員参加するスタイルに変更された、衣服も「もっと前進！」同様引き続きステージ衣装で固定されていたが、後に前番組と同じく私服に変更された、2015年1月15日放送分より番組自体が統合された為、もっと前進!の1コーナーとなっている。
番組が統合された当初、開始前と放送途中で番組案内のパネルが設置されていたが（番組を配信しているノートパソコンの前に置いていた）、2015年10月より省略され番組開始前に表示される固定画面のみとなった。

## 放送時の特徴（つぼみのニコニコランド!～つぼみのもっと前進!開始前まで）

### 水曜日
水曜日の番組はMCだった福田麻貴と加藤茉奈（放送開始から2013年3月までは今井希世）により極力時間内に終了するように進行されており、放送終了後には30分程度の反省会を行っていた。メンバー同士で良い点、悪い点を指摘し合いながらも和気あいあいとした雰囲気が出来ていた。しかしその反面、りなんなんがつぼみに在籍していた時には、福田が何故か彼女に対して甘めに接していた、本人は「りなんなんがプリプリアイドルでいられる所が良い」と発言していた。

今井希世がMCをしていた頃は彼女の言動により番組内の空気が微妙になるのが定番があり、その際に視聴者がコメントで「（今井）希世のスベリ芸」「きよ（希世）ってる」と発言するのも同様に定番となっていた。

### 金曜日
しっかりしたイメージのある水曜日に対して金曜日は、放送当時金曜MCだった小寺真理の自由奔放な進行のために、かつては60分の放送時間が30分以上も延長される事が見られ、一時期展開次第で最大80分に及んでしまった事があった（2011年6月10日に放送された無料放送「つぼみのニコニコランド全員集合SP」にてたみ優子が暴露）、番組自体もかなりやりたい放題で自由な傾向にあった。
オープニングがMCのみのフリートークだった時期にはMC二人の会話が延々と続いていたため、他の出演者が様子を伺うという状態になる事が良く見られていた、かつてつぼみに在籍していた鶴原阿弓は「みんな置いてけぼり」同じく在籍していた清原菜見子は「（MCのりんごあめが）お互いしか友達がいない為にこのような状態になるのではないか」と指摘していた、このような自由奔放な番組の様子を指して「金曜クオリティ」という視聴者からのコメントが流れることがあった。
番組終了後に必ず反省会を開催する水曜日に対して、金曜日のメンバーは初回放送終了後にコーラの飲み会を開催して以来、反省会を行っておらず一部のメンバーは放送終了後すぐに帰ってしまうことが多かったが、2012年下半期以降は放送終了後、不定期でこまごめピペットが自主的に「おまけ放送」（後につぼみのもっともっと前進!の原型となった）を行うようになってからはその割合が減少していた。実際には90分後に同じ場所で『もっと！桜 稲垣早希』（現・新生紀ドラゴゲリオンZ）の放送を行っていた関係もあり、反省会を行うことが難しいという事情もあった。
2013年8月2日放送分にて体調不良で同じく放送当時金曜MCだった山口綾子が休んだ事から、当時水曜MCであった福田麻貴がMC代理を務めた際オープニングのフリートーク開始早々、金曜メンバーの番組に対する取り組みと方針を批判していた事が見られた。
同年10月25日放送分から2014年3月まで山口を除くメンバー全員がセーラー服を着用していた。

## 2014年4月9日から30日まで
水曜・金曜ともに共通のメンバーで行い、視聴者の意見をコメントを通じて取り入れながら今後の番組とユニット全体について、これまでのバラエティ路線を継続しつつ話し合いを行うのがメインとなっていた。
この他現メンバーの新しいキャッチフレーズを考案したり、放送当時研修期間中であった事や2014年5月24日に梅田HEP HALLで行われた「つぼみ公演2014～新生つぼみ開幕ダッシュ」開演までシークレット扱いとなっていたためほとんど出演していないが、同年4月より新メンバーとして参加した岡本蓮、朝倉こと姉、栗本莉奈、糸原沙也加によるコメント等も発表していた。この4名は同年6月より後番組にレギュラー出演しているが、後に岡本と糸原が漫才コンビ及びアイドルユニット「ふわふわパンチ」を結成、この他朝倉が2015年1月11日付をもって卒業、約半年の休止期間を経てピン芸人に転向していたが、2016年6月30日付けで吉本退社し芸能界引退、栗本も同年3月31日付で卒業・吉本退社から約半年後に舞夢プロ大阪に移籍している。

## 漆黒放送と放送中のトラブル
「つぼみのニコニコランド!」では放送開始直後から番組開始までの数十秒間は画面がブラックアウト状態（真っ黒）になるため、放送当時金曜MCだった小寺真理のニックネームに習い、「漆黒」や「漆黒放送」というコメントが水曜・金曜問わず流れていた。かつて機材の状態によっては、番組開始まで数分以上かかる場合もあり、その時間を使って会話、出演者への応援メッセージ、アスキーアートを描くなど視聴者コメントによりかなり自由な暇潰しが行われていた、この他画像が途中で止まる、画質が荒くなる等の不具合が見られていた、2013年10月に諸事情により運営体制の全体的な見直しが行われてから番組開始までに数分以上かかる不具合は改善されたものの、その他の不具合は依然として改善されておらず、2014年1月以降は加えて放送中に突然映像が消えてしまうトラブルが起こっていた。
後番組の「つぼみのもっと前進！」で構成作家を除く放送スタッフを一新してからは上記のトラブルが起こる割合が大幅に激減したが、ニコニコ生放送の機能「お試し視聴」を初めて採用した2015年1月14日放送分にて、チャンネル設定の不備から有料会員が放送を見られないトラブルが発生、後日公式ブログとTwitterで謝罪し、当額放送分を急遽作成したYouTubeの予備アカウントにて一定期間限定で公開していた。
同年9月9日放送分でも同様の理由で番組自体が完全有料放送となり、無料放送分が見られないトラブルが発生、後日公式Twitterで謝罪した。